# 溫泉屋小女將
《溫泉屋小女將》（日语：若おかみは小学生！），標題直譯為「年輕老闆娘是小學生！」，是由日本作家令丈裕子所寫的兒童文學系列。講談社青鳥文庫刊行、累積銷售量300萬部以上的紀錄。2013年7月出版最後一集第20卷正式完結。插畫由畫家亞沙美負責。副標題為《花之湯溫泉STORY》。
同時講談社的少女漫畫雜誌《Nakayoshi》也開始連載本作的漫畫化作品。負責作畫的漫畫家為大內榮子。單行本全7卷。

## 故事簡介
小学六年级的关织子在父母因事故双亡后被外婆收养，并住在外婆经营的温泉旅馆“春之屋”。她在新环境开始新生活，并且结识了一位幽灵少年立卖诚，成为了朋友。某一天外婆突然身体不适，此时敌对旅馆前来拜访，表示要收购春之屋。织子更是受到了同为小学生的敌对旅馆之女秋野真月的挑衅，也为了表现自己守护春之屋的决心而开始帮忙旅馆的工作，展开了成为老板娘的修行。

## 登場人物

### 主要人物
關織子（聲：（日）小林星蘭／（港）楊婉潼（電視版）、劉惠雲（電影公映版）／（台）穆宣名（電視版）、李昀晴（電影版）／（大陆）陶典（电影版））
故事的主人公，十二岁，小学六年级。擅長科目是體育，能看見鬼魂妖怪等非人存在。和雙親搭乘車輛外出的途中發生車禍，成為唯一的倖存者，同時受該事故影響，往後搭乘車輛時會忽然出現恐懼緊張的創傷後壓力症候群。被外祖母峰子收留在春之屋旅馆，偶遇駐留在旅館裡的鬼魂立賣诚，在誤打誤撞下被後者懇求當上春之屋旅馆的年輕女將。在協助旅館事務的過程中邂逅許多人物，也逐漸改變以往的認知。
立賣诚（声：（日）松田颯水／（港）姜嘉蕾（電視版+電影公映版）／（台）楊慧玉（電視版）、雷碧文（電影版）／（大陆）唐雅菁（电影版））
外表看似十二歲，但實際上是年紀已經高達七十歲的鬼魂。峰子的舊友。故事尾聲在神樂舞祭當日向織子道別投胎轉世。
秋野真月（声：（日）水樹奈奈／（港）詹健兒（電影公映版）、陳雪瑩（電視版）／（台）林慕青（電視版）、雷碧文（電影版）／（大陆）伍凯立（电影版））
织子的同学，外号粉飘飘（粉色的飘飘裙）。也是秋好旅馆的大小姐。人格和學識有著超齡的水準，不相信鬼怪靈異等非科學事物。

### 春之屋旅館
關峰子（声：（日）一龍齋春水／（港）陳子瑩（電視版）、陸惠玲（電影公映版）／（台）李明幸（電視版+電影版）／（大陆）俞红（电影版））
春之屋旅馆的老板娘。织子的外婆，七十岁。
田岛悦子（声：（日）一龍齋貞友／（港）王夢華（電視版）／（台）傅暐霖（電視版）、李明幸（電影版）／（大陆）武向彤（电影版））
在春之屋旅馆工作的女性服务员。
蓑田康之介（声：（日）寺杣昌紀／（台）林谷珍（電視版+電影版）／（大陆）李洋（电影版））
在春之屋旅馆工作的男性厨师。

### 鬼魂、怪物
鈴鬼（声：（日）小櫻悅子／（港）黎皓宜（電視版）、陸惠玲（電影公映版）／（台）傅暐霖（電視版+電影版）／（大陆）吴迪（电影版））
金髮褐膚，外型像孩童的鬼怪，喜歡甜食。曾向誠和美陽表示織子將無法看見鬼怪的日子將近。
秋野美陽（声：（日）日高里菜（電視版）、遠藤璃菜（電影版）／（港）李詩婷（電影版）/（台）林慕青（電視版+電影版）／（大陆）蔡书瑾（电影版））
秋野真月未曾謀面的姊姊，有著金色過腰長髮的女孩鬼魂。在真月出生前早逝，得年七歲。故事尾聲在神樂舞祭當日向織子道別投胎轉世。
真鬼葉
小魔鬼寺子屋時代鈴鬼的同班同學。當時人氣第二的美少女鬼。
沙沙夜化
小魔鬼寺子屋時代鈴鬼的同班同學。當時人氣第一的美少女鬼。
死似可美
鈴鬼的同班同學。

### 主要人物
神田明音（声：（日）小松未可子／（港）鄭家蕙（電視版+電影公映版）／（台）（台）傅暐霖（電視版）、林慕青（電影版））
作家的兒子，母親逝世後與父親相依為命。投宿旅館期間因為身體不適發燒，準備泡溫泉時被織子請求離開溫泉浴池而大吵一架，反而意外退燒。事後峰子要求織子向神田父子賠罪，明音請求春之屋準備蛋包飯和蛋糕，春子則親自製作布丁給神田父子享用。
池月世里子（声：（日）社本悠／（台）李明幸）
织子的同学，有着黑色披肩发。
澄川清志郎
向阪麻由佳（声：（日）金魚わかな／（台）雷碧文）
织子的同学，戴眼鏡。

### 擁有強烈靈感且能感應到的人物
立賣健吾（声：（日）小林優）
織子的男朋友。
秋野源藏
藍龍

### 春之屋的客人
神田幸水（声：（日）松本保典／（港）楊耀泰（電視版）／（台）林谷珍）
动画第二集登场。作家，明音的父亲。
葛羅莉‧水領(水領青子)（声：（日）橋本結（電視版） / ホラン千秋（電影版）／（台）李明幸／（大陆）黄莺（电影版））
長期居住海外，習慣西式飲食，初登場時給人陰沉低落的印象，其實個性豪爽的女性占卜師。因為過於相信自己的占卜，結果和聚少離多的前任男友分手。曾經在客房裡使用道具裝扮成占卜師的模樣嚇壞織子，後來邀請織子一起上街購物兼贈送衣物給她，離開旅館前受織子鼓勵，和織子成為好朋友。
木瀬文太（声：（日）山寺宏一／（台）翁瑞陽）
劇情開始時和關家駕駛車輛相撞，重傷昏迷而住院一段期間的肇事駕駛。康復出院後，視該場事故受害者家庭的唯一倖存者織子為自身救贖，帶著妻兒光顧春之屋，請求準備少油鹽且滋味豐富的料理，在對話間道出自己即是那場車禍的肇事者，令織子聞言落淚。
木瀬寅子（声：（日）折笠富美子／（台）雷碧文）
文太的妻子，偕同丈夫和兒子光顧春之屋，向織子說明文太經歷車禍重傷昏迷，重新甦醒的經過。
木瀬翔太（声：（日）田中誠人／（台）林慕青）
文太的兒子，個性活潑，很親近織子。

### 其他人物
織子的雙親（声：（日）木内秀信（父）、能登麻美子（母）／（港）楊耀泰（父）、高可慧（母）（電視版）／（台）鍾少庭（父）、傅暐霖（母））
織子的父母，在劇情開始時因為意外車禍去世。
秋野高子（声：（日）佐藤蓝／（港）黎皓宜（電視版）／（台）李明幸）
秋好旅馆的老板娘。
藤原明（声：（日）伊瀨茉莉也／（台））
健吾的雙親
ひなの
旁白（声：（日）能登麻美子／（港）高可慧／（台）李明幸）

## 出版書籍

### 小說
溫泉屋小女將
| 冊數 | 講談社         | 講談社                 | 三采文化       | 三采文化               |
| 冊數 | 發售日期       | ISBN                   | 發售日期       | ISBN                   |
| ---- | -------------- | ---------------------- | -------------- | ---------------------- |
| 1    | 2003年4月15日  | ISBN 978-4-06-148613-3 | 2008年9月10日  | ISBN 978-986-671-697-3 |
| 2    | 2003年11月15日 | ISBN 978-4-06-148631-7 | 2008年9月10日  | ISBN 978-986-671-698-0 |
| 3    | 2004年4月16日  | ISBN 978-4-06-148647-8 | 2008年10月8日  | ISBN 978-986-229-001-9 |
| 4    | 2004年10月16日 | ISBN 978-4-06-148664-5 | 2008年10月8日  | ISBN 978-986-229-008-8 |
| 5    | 2005年3月16日  | ISBN 978-4-06-148678-2 | 2008年11月5日  | ISBN 978-986-229-022-4 |
| 6    | 2005年8月12日  | ISBN 978-4-06-148694-2 | 2008年11月5日  | ISBN 978-986-229-032-3 |
| 7    | 2006年1月14日  | ISBN 978-4-06-148711-6 | 2009年2月11日  | ISBN 978-986-229-049-1 |
| 8    | 2006年7月15日  | ISBN 978-4-06-148735-2 | 2009年5月6日   | ISBN 978-986-229-085-9 |
| 9    | 2007年1月16日  | ISBN 978-4-06-148756-7 | 2009年8月5日   | ISBN 978-986-229-130-6 |
| 10   | 2007年7月14日  | ISBN 978-4-06-148773-4 | 2009年12月16日 | ISBN 978-986-229-187-0 |
| 11   | 2008年1月16日  | ISBN 978-4-06-285006-3 |                |                        |
| 12   | 2008年7月16日  | ISBN 978-4-06-285034-6 |                |                        |
| 13   | 2009年4月29日  | ISBN 978-4-06-285091-9 |                |                        |
| 14   | 2010年6月25日  | ISBN 978-4-06-285152-7 |                |                        |
| 15   | 2011年1月28日  | ISBN 978-4-06-285191-6 |                |                        |
| 16   | 2011年7月27日  | ISBN 978-4-06-285230-2 |                |                        |
| 17   | 2012年1月13日  | ISBN 978-4-06-285273-9 |                |                        |
| 18   | 2012年8月10日  | ISBN 978-4-06-285303-3 |                |                        |
| 19   | 2013年3月15日  | ISBN 978-4-06-285339-2 |                |                        |
| 20   | 2013年7月12日  | ISBN 978-4-06-285363-7 |                |                        |

溫泉屋小女將大特輯：小織的台灣修業記
| 講談社         | 講談社                 | 三采文化       | 三采文化               |
| 發售日期       | ISBN                   | 發售日期       | ISBN                   |
| -------------- | ---------------------- | -------------- | ---------------------- |
| 2009年11月27日 | ISBN 978-4-06-285123-7 | 2010年11月23日 | ISBN 978-986-229-348-5 |

特別短篇集
| 冊數 | 講談社        | 講談社                 |
| 冊數 | 發售日期      | ISBN                   |
| ---- | ------------- | ---------------------- |
| 1    | 2014年1月15日 | ISBN 978-4-06-285401-6 |
| 2    | 2014年9月12日 | ISBN 978-4-06-285443-6 |

#### Collaborate 小說
講談社青鳥文庫GO!GO!發行
《黑魔女學園》×《溫泉屋小女將》
| 標題 | 講談社        | 講談社                 |
| 標題 | 發售日期      | ISBN                   |
| ---- | ------------- | ---------------------- |
|      | 2008年3月14日 | ISBN 978-4-06-285013-1 |
|      | 2010年12月3日 | ISBN 978-4-06-216616-4 |
|      | 2015年6月12日 | ISBN 978-4-06-285495-5 |

#### 參與作品
講談社青鳥文庫特別短篇集發行
- （2005年7月15日） ISBN 4062130238
- （2006年11月22日） ISBN 4-06-213716-X
- （2008年4月2日） ISBN 4062146339
- （2010年7月15日） ISBN 406216292X

### 漫畫
| 冊數 | 講談社         | 講談社                 | 尖端出版       | 尖端出版              |
| 冊數 | 發售日期       | ISBN                   | 發售日期       | EAN                   |
| ---- | -------------- | ---------------------- | -------------- | --------------------- |
| 1    | 2006年10月3日  | ISBN 978-4-06-372209-3 | 2011年1月10日  | EAN 471-770-223-763-9 |
| 2    | 2007年7月3日   | ISBN 978-4-06-372314-4 | 2011年2月23日  | EAN 471-770-223-871-1 |
| 3    | 2008年1月18日  | ISBN 978-4-06-375438-4 | 2011年6月15日  | EAN 471-770-223-875-9 |
| 4    | 2009年1月13日  | ISBN 978-4-06-375642-5 | 2011年10月11日 | EAN 471-770-224-432-3 |
| 5    | 2009年11月26日 | ISBN 978-4-06-375837-5 | 2012年4月16日  | EAN 471-770-224-437-8 |
| 6    | 2010年10月6日  | ISBN 978-4-06-375971-6 |                |                       |
| 7    | 2012年2月6日   | ISBN 978-4-06-376193-1 |                |                       |

## 電視動畫
2018年4月8日起東京電視台系列在15分頻道播映。旁白為能登麻美子。台灣於2020年3月26日在公視台語頻道晚間18:30分以台語版全台首播，每星期四連播2回。

### 製作團隊
- 原作 - 令丈裕子（日语：令丈ヒロ子）（講談社青鳥文庫《温泉屋小女将》系列）
- 監督 - 增原光幸、谷東
- 系列構成 - 橫手美智子
- 人物設計 - 朝來昭子
- 美術設定 - 矢内京子
- 色彩設計 - 中嶋音夢、堀川佳典
- 美術監督 - 岩瀨榮治
- CG監督 - 設樂友久
- 撮影監督 - 渡邊有正
- 音樂製作人 - 田中統英
- 音響監督 - 三間雅文
- 音響制作 - テクノサウンド
- 音樂 - 濱剛（日语：はまたけし）
- 製作人 - 梅津智史、齋藤雅弘、五味秀晴、湯之口智樹、橫山和宏、Michele Zee、飯塚彩、石黑達也、豊田智紀
- 協力製作人 - 豊田智紀
- 動畫製作 - MADHOUSE
- 音樂製作、動畫製作統整 - DLE（日语：ディー・エル・イー）
- 製作 - 《温泉屋小女将》製作委員會

### 主題曲
（第1話 - 第12話）
作詞、作曲、編曲 - kira / 歌 - 水谷果穗
「NEW DAY」（第13話 -）
作詞、作曲、歌 - 藤原櫻 / 編曲 - mabauna
作為片頭曲接續使用。

### 各話列表
| 話數   | 日文標題 | 中文標題                   | 腳本       | 分鏡       | 演出              | 作畫監督                                       |
| ------ | -------- | -------------------------- | ---------- | ---------- | ----------------- | ---------------------------------------------- |
| 第1話  |          | 我怎麼成了年輕老闆娘!?     | 横手美智子 | 増原光幸   | 澤井幸次          | 朝来昭子 辻繁人                                |
| 第2話  |          | 年輕老闆娘注意粉飄飄!      | 横手美智子 | 増原光幸   | 澤井幸次          | 朝来昭子 辻繁人                                |
| 第3話  |          | 小老闆娘總是失敗!          | 横手美智子 | 谷東       | 日下直義          | 野本正幸                                       |
| 第4話  |          | 小老闆娘參加甜點大賽!      | 横手美智子 | 谷東       | 日下直義          | 野本正幸                                       |
| 第5話  |          | 雜誌採訪小老闆娘!          | 横手美智子 | 澤井幸次   | 澤井幸次          | 阿部純子                                       |
| 第6話  |          | 小老闆娘發現幽靈!!         | 横手美智子 | 澤井幸次   | 澤井幸次          | 阿部純子                                       |
| 第7話  |          | 客人也是小老闆娘!?         | 横手美智子 | 松村政輝   | 松村政輝          | 長澤礼子                                       |
| 第8話  |          | 大帥哥來了!小老闆娘        | 國澤真理子 | 松村政輝   | 松村政輝          | 長澤礼子                                       |
| 第9話  |          | 小老闆娘作戰開始!          | 國澤真理子 | 土蛇我現   | 日下直義          | 野本正幸                                       |
| 第10話 |          | 兩位年輕老闆娘是好朋友嗎!? | 國澤真理子 | 土蛇我現   | 日下直義          | 野本正幸                                       |
| 第11話 |          | 小老闆娘 除靈師來訪!       | 平見瞠     | 松村政輝   | 松村政輝          | 野田友美 長澤礼子 朝来昭子                     |
| 第12話 |          | 小老闆娘 幽靈要消失了嗎!?  | 平見瞠     | 松村政輝   | 松村政輝          | 長澤礼子                                       |
| 第13話 |          | 小老闆娘的台灣旅行!        | 横手美智子 | 澤井幸次   | 澤井幸次          | 阿部純子                                       |
| 第14話 |          | 去台灣旅行的小老闆娘!      | 横手美智子 | 澤井幸次   | 澤井幸次          | 阿部純子                                       |
| 第15話 |          | 任性女演員和小老闆娘!!     | 國澤真理子 | 増原光幸   | 松村政輝          | 佐藤準也 奥田哲平 川田剛                       |
| 第16話 |          | 小老闆娘和流淚的理由!      | 國澤真理子 | 増原光幸   | 松村政輝 増原光幸 | 阿部純子 安達祐輔 川田剛                       |
| 第17話 |          | 一模一樣 小老闆娘嚇一跳!   | 平見瞠     | 川口敬一郎 | 村山靖            | 小林緣 安齋佳惠 川口弘明                       |
| 第18話 |          | 意外的低潮!?小老板娘!      | 平見瞠     | 川口敬一郎 | 村山靖            | 小林緣 安齋佳惠 川口弘明                       |
| 第19話 |          | 恋爱的预感!?小老板娘!      | 平見瞠     | 澤井幸次   | 澤井幸次          | 阿部純子                                       |
| 第20話 |          | 真正的心意与小老板娘!      | 平見瞠     | 澤井幸次   | 澤井幸次          | 阿部純子                                       |
| 第21話 |          | 鬼怪旅馆的小老板娘!        | 横手美智子 | 松村政輝   | 松村政輝          | 野田友美                                       |
| 第22話 |          | 小气鬼修行小老板娘!        | 横手美智子 | 松村政輝   | 松村政輝          | 長澤礼子                                       |
| 第23話 |          | 走投无路!!小老板娘!        | 横手美智子 | 増原光幸   | 増原光幸          | 長澤礼子 野田友美 朝来昭子                     |
| 第24話 |          | 小织果然还是小老板娘!      | 横手美智子 | 増原光幸   | 増原光幸          | 朝来昭子 早瀬真紀子 長澤礼子 阿部純子 野田友美 |

### 播放電視台
| 播放日期                                      | 播放時間             | 播放電視台   | 播放地區       | 備註                                                           |
| --------------------------------------------- | -------------------- | ------------ | -------------- | -------------------------------------------------------------- |
| 2018年4月8日 - 9月23日                        | 星期日 7:14 - 7:30   | 東京電視台   | 關東廣域圈     | 參與製作                                                       |
|                                               |                      | 北海道電視台 | 北海道         |                                                                |
|                                               |                      | 愛知電視台   | 愛知縣         |                                                                |
|                                               |                      | 大阪電視台   | 大阪府         |                                                                |
|                                               |                      | 瀨戶內電視台 | 岡山縣・香川縣 |                                                                |
|                                               |                      | TVQ九州放送  | 福岡県         |                                                                |
| 2018年5月22日 -                               | 星期二 21:00 - 21:15 | AT-X         | 日本全域       | 參與製作 / CS放送 / 有重播 第10話開始21:00 - 21:30 連續播放2話 |
| 2018年9月16日 - 9月23日                       | 星期一 18:00 - 21:00 | Kids Station | 日本全域       | CS放送 / 連續播放12話                                          |
| 東京電視台系列的地上波6家電視台字幕放送對應。 |                      |              |                |                                                                |

### DVD
| 卷數 | 發售日         | 收錄話數        | 規格編號  |
| ---- | -------------- | --------------- | --------- |
| 1    | 2018年7月25日  | 第1話 - 第6話   | GADS-1768 |
| 2    | 2018年8月25日  | 第7話 - 第12話  | GADS-1769 |
| 3    | 2018年9月25日  | 第13話 - 第18話 | GADS-1770 |
| 4    | 2018年10月26日 | 第19話 - 第24話 | GADS-1771 |

## 劇場版動畫
2018年9月劇場版公開預定，更多詳細情報將於2018年4月4日發表。

### 製作團隊
- 原作：令丈裕子（講談社青鳥文庫《温泉屋小女将》系列）
- 腳本：吉田玲子
- 音樂：鈴木慶一
- 作畫監督：廣田俊輔
- 音響監督：三間雅文
- 監督：高坂希太郎
- 製作：DLE、MADHOUSE

## 外部連結
- 書籍系列介紹網站 （页面存档备份，存于）（日語）
- 動畫《温泉屋小女将》官方網站 （页面存档备份，存于）（日語）
- 動畫《温泉屋小女将》官方的X（前Twitter）（日語）
- 東京電視台《温泉屋小女将》動畫官网 （页面存档备份，存于）（日語）
- 劇場版动画《温泉屋小女将》官方網站 （页面存档备份，存于）（日語）
- （页面存档备份，存于）（日語）
- 互联网电影数据库（IMDb）上《溫泉屋小女將》的资料（英文）